# Амстердам
Вижте пояснителната страница за други значения на Амстердам.
Амстердам (на нидерландски: Amsterdam, ['ɑmstərdɑm]) най-големият град в Нидерландия. Разположен е в западната част на страната, в провинция Северна Холандия. Градът, който с предградията си има население около 1,36 милиона души (2008), заема северната част на Рандстад, шестия по големина метрополен район в Европа с общо население от около 8,3 милиона души към 2020 година.
Днешното име на града идва от Амстелердам (Amstellerdam), което означава „бент на Амстел“, реката, преминаваща през града. Възникнал като малко рибарско селце в края на 12 век, в резултат на развитието на търговията през Нидерландския златен век Амстердам се превръща в едно от най-големите пристанища в света. По това време градът е водещ център в областта на финансите и търговията и обработката на диаманти. През 19 и 20 век градът се разраства и се образуват множество нови квартали и предградия.
Амстердам е финансовата и културна столица на Нидерландия. В града са разположени седалищата на множество нидерландски институции и на 7 от 500-те най-големи компании в света, сред които Philips и ING. Амстердамската фондова борса, най-старата в света, е разположена в центъра на града. Забележителностите на Амстердам, сред които историческите канали, Държавният музей, Музеят Ван Гог, Ермитажът, къщата на Ане Франк, кварталът на червените фенери и „кофишоповете“, привличат над 3,66 милиона чуждестранни посетители всяка година.

## География
Намира се в провинцията Северна Холандия, в Рандстад, на устието на реката Амстел в Ай. Амстердамското пристанище е свързано чрез Нордзееканал със Северно море. Към 1 януари 2018 г. в града живеят 857 713 души. Градският район (Амстердам заедно с други прилежащи общини, виж Регионален орган Амстердам, Алмере и др.) наброява повече от 1,5 милиона жители. Към района може да се брои територията между Алкмаар, Занстад, Пюрмеренд, Алмере, Амстелвен, Хофддорп, Харлем, Аймойден, Димен и Абкауде.

### Климат
Амстердам се намира в зоната на умерения пояс, с голямо влияние на морето върху климата на града. В града преобладават северозападни ветрове, често има шквалове и бури. През зимата температурата рядко пада под 0 °C, поледици се появяват при придвижването на студени въздушни маси от Скандинавия и Източна Европа. Лятото в града е топло, но не горещо. Средната годишна стойност на валежите е 760 mm, като по-голямата част от тях са в периода от октомври до март.
| Климатични данни за Амстердам Нидерландия (1981−2010) | Климатични данни за Амстердам Нидерландия (1981−2010) | Климатични данни за Амстердам Нидерландия (1981−2010) | Климатични данни за Амстердам Нидерландия (1981−2010) | Климатични данни за Амстердам Нидерландия (1981−2010) | Климатични данни за Амстердам Нидерландия (1981−2010) | Климатични данни за Амстердам Нидерландия (1981−2010) | Климатични данни за Амстердам Нидерландия (1981−2010) | Климатични данни за Амстердам Нидерландия (1981−2010) | Климатични данни за Амстердам Нидерландия (1981−2010) | Климатични данни за Амстердам Нидерландия (1981−2010) | Климатични данни за Амстердам Нидерландия (1981−2010) | Климатични данни за Амстердам Нидерландия (1981−2010) | Климатични данни за Амстердам Нидерландия (1981−2010) |
| Месеци                                                | яну.                                                  | фев.                                                  | март                                                  | апр.                                                  | май                                                   | юни                                                   | юли                                                   | авг.                                                  | сеп.                                                  | окт.                                                  | ное.                                                  | дек.                                                  | Годишно                                               |
| Абсолютни максимални температури (°C)                 | 14                                                    | 16                                                    | 21                                                    | 27                                                    | 29                                                    | 32                                                    | 32                                                    | 34                                                    | 28                                                    | 25                                                    | 18                                                    | 15                                                    | 34                                                    |
| Средни максимални температури (°C)                    | 5,4                                                   | 6,0                                                   | 9,2                                                   | 12,4                                                  | 17,1                                                  | 19,2                                                  | 21,4                                                  | 21,8                                                  | 18,4                                                  | 14,1                                                  | 9,2                                                   | 6,5                                                   | 13,4                                                  |
| Средни минимални температури (°C)                     | 0,5                                                   | 0,2                                                   | 2,4                                                   | 4,0                                                   | 7,8                                                   | 10,4                                                  | 12,5                                                  | 12,3                                                  | 10,2                                                  | 7,0                                                   | 3,9                                                   | 1,9                                                   | 6,1                                                   |
| Абсолютни минимални температури (°C)                  | −16                                                   | −14                                                   | −8                                                    | −4                                                    | −1                                                    | 3                                                     | 4                                                     | 6                                                     | 2                                                     | −1                                                    | −7                                                    | −14                                                   | −16                                                   |
| Средни месечни валежи (mm)                            | 62                                                    | 43                                                    | 59                                                    | 41                                                    | 48                                                    | 68                                                    | 66                                                    | 61                                                    | 82                                                    | 85                                                    | 89                                                    | 75                                                    | 778                                                   |
| ----------------------------------------------------- | ----------------------------------------------------- | ----------------------------------------------------- | ----------------------------------------------------- | ----------------------------------------------------- | ----------------------------------------------------- | ----------------------------------------------------- | ----------------------------------------------------- | ----------------------------------------------------- | ----------------------------------------------------- | ----------------------------------------------------- | ----------------------------------------------------- | ----------------------------------------------------- | ----------------------------------------------------- |
| Източник:                                             |                                                       |                                                       |                                                       |                                                       |                                                       |                                                       |                                                       |                                                       |                                                       |                                                       |                                                       |                                                       |                                                       |

## История
Амстердам започва като рибарско селище. През 13 век е построен бентът (на нидерландски: dam), от който Амстердам получава името си. Частта от реката от външната му страна, Дамрак, е началото на амстердамското пристанище. В началото на 20 век са намерени останки от онзи бент на сегашния площад Дам (площад), между Националния монумент и сградата на универсалния магазин „Бейенкорф“.
Най-старото споменаване на Амстердам е в документ от 27 октомври 1275 г., в който граф Флорис V освобождава жителите от пътни такси. Има несигурност относно точната дата, на която Амстердам получава статут на град, но според едно от предположенията утрехтският епископ Ги ван Авен дава статут на град на селището през 1306 г. Всъщност не може да се твърди нищо повече от това, че това е станало скоро след 1300 г.
Скоро след това е въведен акциз върху бирата. Контактите по търговията с бира с Хамбург дават начален тласък за търговията с района на Балтийско море, поставило началото на утвърждаването на Амстердам като търговски град. През 15 век Амстердам е израснал до най-важен търговски град в Нидерландия.
Градът бързо развива традиция на гражданско управление, в която важна роля играе vroedschap – съвет на изтъкнати граждани, които определят повечето управници.
В началото на Осемдесетгодишната война Амстердам остава лоялен към Испания, но накрая през 1578 г. се присъединява към бунтовниците, главно поради търговски интерес. След завземането на Антверпен от испанците през 1585 г. много граждани на Антверпен заедно с търговската си мрежа пристигат в Амстердам. Идването им, както и идването на португалските евреи, има голяма роля за идването на Златния век за Амстердам и Нидерландия.
През този период населението на Амстердам бързо нараства. Около 1570 г. Амстердам има по-малко от 30 000 жители, а през 1622 г. броят им е нараснал до над 100 000. Към края на 17 век населението наближило 200 000. Това нарастване на населението създава необходимост от систематичен поглед върху развитието на града, благодарение на който са създадени красивите концентрични канали с техните красиви къщи на търговци и складове.
През 1667 г. Амстердам става третият град в света, след Париж и Лил, в който е въведено уличното осветление.
По-късно растежът на града достига до стагнация. Около 1683 г. строителството спира. От източната страна на Амстел има толкова много земя, че парцелите се раздават на благотворителни дружества, а Плантаже е предназначен за парк.
Едва около 1850 г. Амстердам започва да се разширява навън от построения през 17 век канал Синхелхрахт. От 1876 г. Нордзеканал е пряка връзка между амстердамското пристанище и шлюзовете при Аймойден, които дават достъп до Северно море. Тогава настъпва индустриалната революция и започва нов период на разширение. Обновяване на пристанището, нова промишленост и експлозия на прираста на населението, която е поета от пояса от канали от 19 век. Населението се удвоява от 250 000 около 1850 г. до 510 000 през 1900 г.
Обществените неправди, с които е придружена индустриалната революция, правят от Амстердам център на нидерландската социалдемокрация и водят до широкомащабни разширения на града.
Към края на 20 век разширението получава нов импулс със строителство за „компактен град“ и за Амстердам настъпва нов период на процъфтяване: център на толерантност и еманципация, на нови медии и икономика на знанието, на разнообразие (културно, икономическо, етническо).

## Флаг и герб
Трите кръста на Свети Андрей обозначават трите достойнства на града: доблест, твърдост и милосърдие. Народната традиция също така свързва трите кръста с трите заплахи за града: водата, огъня и епидемиите.
Трите кръста на Свети Андрей (макар за покровител на града да се счита Свети Николай) са включени и в герба на Амстердам. В герба присъства и австрийската императорска корона. През 1489 г. Максимилиан I, от благодарност за заслугите и заемите, дарява правото на Амстердам да украси герба си с кралската корона, а през 1508 г., след коронацията на Максимилиан I за император на Свещената Римска империя, тя е заменена с императорска. През 17 век тя отново е заменена с короната на Рудолф II. Лъвовете се появяват в герба през 16 век, когато Нидерландия е република.
Девизът на града, Heldhaftig, Vastberaden, Barmhartig („Доблестен, решителен, съчувстващ“) е дарен през 1947 г. от Вилхелмина II в знак на признание за твърдостта, проявена по време на Втората световна война.

## Икономика
Амстердам е главният финансов център на държавата, с най-голямата борса и с най-много банки. По броя на банки и корпорации, той е сред водещите градове в Европа, след Лондон, Париж, Франкфурт и Барселона. В Амстердам се намират центровете на организации като ABN AMRO, Akzo Nobel, Heineken, ING Group, Ahold, TNT Express, TomTom, Delta Lloyd Group, VimpelCom Ltd и Philips. Офисите на някои компании са разположени в историческия център на града, но повечето са изнесени в южната част на столицата.
Амстердамската фондова борса е най-старата в света и една от най-големите в Европа. Разположена е близо до площад „Дам“ в центъра на града.
Амстердам има разнообразна промишленост – автомобили, самолети, кораби, електротехника, химикали, лекарства, полиграфически артикули, модна конфекция, шлифовани диаманти, хранителни продукти. Столицата на Холандия е известна и с леката си промишленост. Тук е съсредоточен около 50 % от оборота на всички отрасли в страната. Производството на храни е основано на обработката на кафе, тютюн и какао, кокосово масло, картофи, царевица и захарно цвекло.

## Туризъм
Амстердам е един от най-популярните туристически центрове в Европа. Ежегодно е посещаван от над 4,63 млн. туристи от други страни (2009 г.). Две трети от хотелите са разположени в центъра на града. На четири- и петзвездните хотели се падат около 42 % от всички спални места. Повечето туристи (74 %) пристигат от други европейски страни. Сред гостите от други държави най-голям дял са гражданите на САЩ (14 % от общото количество туристи).

## Транспорт
Амстердам е един от градовете, в които много разпространено е използването на велосипеди. През 2006 г. в града се наброяват около 465 000 велосипеда. Популярността им се дължи на удобството на придвижване, относително неголямата територия на Амстердам, големия брой специални пътеки, равната местност и относителните неудобства при използването на автомобил.

### Обществен транспорт
Амстердам има добре развита система на обществен транспорт. В града действат метрополитен, традиционни и скоростни трамвайни линии, автобусна мрежа и фериботи през река Ай. Целият градски обществен транспорт е под управлението на организацията GVB (Gemeentevervoerbedrijf, тоест общинска транспортна компания). Извънградските автобуси, свързващи Амстердам с околните градове, принадлежат на други оператори, предимно Arriva и Connexxion.
Във всички видове градски транспорт се използват магнитни транспортни карти и билети.

### Автотранспорт
През града преминават автомагистралите A1, A2, A4, A6, A7, A8, A9 и A10:
- A1: Амстердам – Хилверсюм – Амерсфорт – Апелдорн – Девентер – Хенгело – Германия
- A2: Амстердам – Утрехт – Хертогенбош – Айндховен – Верт – Гелен – Маастрихт – границата с Белгия при Визе
- A4: Амстердам – Схипхол (летище) – Лейден – Хага – Делфт
- А6: Амстердам – Алмере – Лелистад – Емелорд – Яуре
- А7: Амстердам – Занстад – Пюрмеренд – Хорн – Миденмер – Афсльойтдейк – Снек – Яуре – Херенвен – Драхтен – Гронинген – Ниусханс – Германия
- А8: Амстердам – Занстад
- А9: съединена с А1 – Амстелвен – Харлем – Бевервейк – Алкмар
- А10: околовръстна на Амстердам

### Въздушен транспорт
Амстердамското летище Схипхол е четвъртото по големина пътническо и второто по големина товарно летище (след Франкфурт Рейн-Майн) в Европейския съюз с преминали през него 44,1 милиона пътници и 1,50 милиона тона товари през 2005 г. Летището се намира на 20 минути с автобус от централната гара на града. Построено е през 1916 г., на мястото на пресушеното Харлемско езеро. Схипхол разполага с шест полоси, като се разработват планове за разширението му.

## Наука и образование
На територията на Амстердам има два университета: Амстердамският и Амстердамският свободен университет.
Амстердамският университет е основан през 1632 г. като Лицей за просвета и първоначално включва два факултета: икономически и философски. През 1877 г. на лицея е присвоено званието университет. Понастоящем университетът се дели на седем факултета: за хуманитарни науки, за обществени науки, за естествени науки, факултет за икономика и бизнес, юридически факултет, медицински факултет и отделно от него стоматологичен факултет. В университета учат над 25 хиляди студенти.
Свободният университет е основан през 1880 г. със средства на протестантската община. До 60-те години на 20 век в него се обучават на практика студенти основно от протестантско вероизповедание. Университетът включва 13 факултета и 11 научноизследователски института.
В града се намира големият научен музей „Немо“ (основан през 1997 г.), насочен предимно към младежката аудитория. Тук посетителите могат да се запознаят с основните закони на физиката, химията, биологията и други науки в непринудена игрова форма.

## Архитектура
Историческият център на Амстердам се отличава с голям брой добре съхранени средновековни здания: църкви, жилища и търговски здания. Поради голямата и разклонена мрежа от канали, много постройки са построени на масивни дървени колове, като с времето някои от тях са прогнили и зданията са започнали да „танцуват“, удържани от срутване от съседните. На някои фасади може да се видят напречни греди, стърчащи навън. С помощта на система от блокове и кука, тези греди са използвани за повдигане на товари от палубите на морски и речни кораби направо в складовите помещения на зданието. Скулптурният декор на фронтоните преди всичко е изпълнен във вид на монолитна рамка с квадратна или кръгла форма в съчетание с орнаменти, символизиращи занаята на домакина (инструмент, фигурки на пекари, рибари, щивачи и др.).
Друга типична част от архитектурата на града са жилищата-лодки. Голяма част от тях са пълноценни жилища, след като общината им е осигурила ток, вода, газ, и канализация. Този тип жилища са над 2000, но поради големия им брой поставянето на нови е забранено. Наречени са „уикенд-къщи“, тоест домове, в които по правило хазяите (не само от Холандия) идват за уикенда или по празниците.
По централната улица на столицата – „Дамрак“, са разположени културни центрове, множество кафенета, търговски работилници и музеи. На пресечката на „Дамрак“ с улица „Рокин“ се намира историческият площад „Дам“. В западната част на площада е един от най-забележителните архитектурни обекти в Амстердам – Кралският дворец, който от над 200 години е резиденция на нидерландските монарси. До него се намира Музеят на Мадам Тюсо. Източно от двореца е Националният монумент, издигнат през 1956 г. в памет на жертвите на нидерландския народ в борбата с нацизма.
За историята на евреите в Амстердам разказва Еврейският исторически музей, помещаващ се в бившата Голяма синагога на столицата.
Интересни са и средновековните кули на Амстердам – Монетната кула, Схрейерсторен и Монтелбансторен, съхранени в отлично състояние, както и зданието на Мерната палата, построено през 1488 г.
Към съвременните архитектурни забележителности спада еклектичният театър Тушински (сега кинозала), открит през 1921 г.
Сред младежите Амстердам има голяма популярност благодарение на разрешението за употреба на леки наркотици, но само в специални заведения – т.нар. „кофишопове“, както и благодарение на Квартала на червените фенери, където в прозорци-витрини, осветени обикновено в червена светлина, се показват проститутки.
В Амстердам се намира голям зоопарк – Artis Zoo. В зоопарка има над 750 вида животни и над 300 вида растения.

## Култура
В края на 16 век амстердамската камара по реторика започва да организира конкурси между различни камари по четене на поезия и драматично изкуство. През 1638 г. Амстердам отваря първия си театър. В него са изпълнявани балетни спектакли още през 1642 г. През 18 век става популярен френският театър. Докато Амстердам е  под влияние на немската музика, през 19 век са композирани няколко национални оперни постановки – зданието на Холандската опера в Амстердам е построено през 1888 г. с цел насърчаването на холандското оперно изкуство.
През 19 век, около района Нес в Амстердам е съсредоточена популярната култура по това време (предимно водевили и вариетета). Метрономът, едно от най-важните постижения в европейската класическа музика, е изобретен тук през 1812 г. от Дитрих Винкел. В края на същия век са построени Държавният музей и Stedelijk Museum. През 1888 г. е създаден Кралският оркестър Concertgebouworkest. През 20 век навлизат киното, радиото и телевизията. Въпреки че повечето студиа са разположени в Хилверсум и Алсмеер, влиянието на Амстердам върху разпространението им е много силно. Много хора, работещи в телевизионната индустрия, живеят в Амстердам. Седалището на SBS 6 също се намира в Амстердам.

### Музеи
- Държавен музей (Рейксмюзеум)
- Музей на Винсент ван Гог
- Градски музей
- Ермитаж на Амстел
- Музей на корабоплаването (Амстердам)
- Кралски дворец
- Еврейски исторически музей
- Музей на мадам Тюсо
- Музей на чантите
- Научен музей „Немо“
- Дом на Ане Франк („Убежището“)
- Олимпийски стадион-музей
- Дом-музей на Рембранд
- Музей на историята на Амстердам Amsterdam Museum
- Музей Вилет-Холтхайзен, мебели и предмети от интериора от 18 век
- Музей Ван Лоон, образец на търговски/дворянски дом, 16 – 19 век
- Музей на каналите на Амстердам Het Grachtenhuis
- Музей на фотографско изкуство, FOAM
- Музей на киното, EYE
- Музей на Библията
- Музей Амстелкринг, или църквата „Господ на тавана“ (тайна католическа църква)
- Музей на брилянтите (Diamond Museum)
- Музей на котките
- Музей на бирата Хайнекен с дегустация
- Етнографски музей (Tropenmuseum)
- Музей на Съпротивата, посветен на Втората световна война
- The Amsterdam Dungeon, интерактивен музей-атракцион и стая на ужасите с тема историята на Амстердам
- Археологически музей „Алард Пирсон“

### Фестивали
През 2008 г. в града се провеждат 140 фестивала и културни събития. По-известните фестивали в Амстердам включват: Koninginnedag, Holland Festival за сценични изкуства, ежегодния Prinsengrachtconcert (класически концерт на канала Принцен) през август, Stille Omgang (римокатолическо вечерно шествие всеки март), гей парада на Амстердам, Cannabis Cup и Uitmarkt. Koninginnedag се провежда всяка година на 30 април, като стотици хиляди хора пътуват до Амстердам за да празнуват с жителите на града. Целият град се препълва с туристи, купуващи продукти от freemarket или посещаващи някой от многобройните музикални концерти по време на фестивала.
Ежегодният фестивал Holland привлича международни артисти и гости от цяла Европа. Гей парадът е ежегоден местен ЛГБТ парад с лодки по каналите на Амстердам, който се провежда през първата събота на август. Това събитие често е източник на критики и похвали. Ежегодният фестивал Uitmarkt е тридневно културно събитие в началото на културния сезон в края на август.

## Спорт
От Амстердам е футболния отбор Аякс. В града има и отбори по бейзбол, баскетбол и хокей на лед.
Стадионът „Амстердам АренА“ е домашният стадион на „Аякс“. Той се намира в югоизточната част на града в непосредствена близост до новата гара Amsterdam Bijlmer ArenA. Преди да се премести на настоящото си място през 1996 г., „Аякс“ играе домакинските си мачове на стадион „Де Меер“.
През 1928 г., Амстердам е домакин на Летни олимпийски игри. Олимпийският стадион, построен за случая, е напълно реставриран и днес се използва за културни и спортни събития, като Амстердамския маратон.
През 1920 г. Амстердам подпомага домакинството на ветроходните спортни събития на Летните олимпийски игри през 1920 г., проведени в съседния Антверпен, Белгия.
В града се провежда Dam tot Damloop, 15 километрово състезание от Амстердам до Заандам, както и Амстердамският маратон.
Отборът по хокей на лед, „Амстел Тайгърс“ играе мачовете си на ледената пързалка „Яап Еден“. Тимът се състезава в холандската Висша лига по хокей на лед. Първенствата по бързо пързаляне с кънки се провеждат на 400-метровото трасе на същата ледена пързалка.
Амстердам има два отбора по американски футбол: „Амстердам Крусейдърс“ и „Амстердам Пантърс“. Бейзболният отбор „Амстердам Пайрътс“ се състезава в холандската Мейджър лига. Градът има три отбора по хокей на трева: „Амстердам“, „Пиноке“ и „Хърли“, които играят мачовете си на стадион „Вагенер“ в близкия град Амстелвеен. Баскетболният отбор MyGuide Amsterdam се състезава в холандската първа дивизия и играе мачовете си в „Спортхален Зюд“.
От 1999 г. град Амстердам отбелязва най-добрите си спортисти с наградите „Спортист на годината“. Боксьорът Раймон Йовал и полузащитничката по хокей на трева Карол Тат са първите, които получават наградите през 1999 г.

## Известни личности
Родени в Амстердам
- Хендрик Вогд (1768 – 1839), художник
- Рууд Гулит (р. 1962), футболист и треньор
- Карел Дюжарден (1640 – 1678), художник
- Йохан Кройф (1947 – 2016), футболист и треньор
- Ринус Михелс (1928 – 2005), футболист и треньор
- Барух Спиноза (1632 – 1677), философ
- Яп де Хоп Схефер (р. 1948), политик

Починали в Амстердам
- Йохан Глаубер (1604 – 1670), аптекар и химик
- Рембранд ван Рейн (1606 – 1669), художник
- Макс Еве (1901 – 1981), шахматист

Други личности, свързани с Амстердам
- Ане Франк (1929 – 1945), писателка, живее в града през 1934 – 1944

## Други
На Амстердам е наречена улица в квартал „Дружба“ в София (Карта).